# 西川徹
西川 徹（にしかわ とおる）は、日本の医学者・精神科医。東京医科歯科大学大学院医歯学総合研究科教授。医学博士。

## 来歴
1977年東京医科歯科大学医学部医学科卒業。東京医科歯科大学医学部附属病院神経精神科研修医。1979年国立武蔵療養所神経センター流動研究員。1982年サンテラボL.E.R.S研究所（フランス）ポストドクトラルフェロー。1985年東京医科歯科大学大学院医学研究科博士課程修了、医学博士。1986年国立精神・神経センター神経研究所疾病研究第三部流動研究員。1987年同部室長。1994年同部部長。1999年東京医科歯科大学大学院医歯学総合研究科精神行動医科学分野教授 。

## 学会
- 日本生物学的精神医学会理事長
- 日本神経精神薬理学会理事
- 日本統合失調症学会理事

## 著書

### 単著
- 『Schizophreniaの分子病態 —内在性D‐セリンおよび発達依存的発現制御を受ける遺伝子の意義』星和書店、2004年9月。ISBN 9784791105502。

## 関連人物
- 融道男